# كارمي فالس
كارمي فالس (مواليد 1945) متخصصة في الغدد الصماء وسياسية إسبانية. [1] [2] وهي رئيسة مركز التحاليل والبرامج الصحية.
كانت نائبة في المجلسين السادس والسابع لبرلمان كتالونيا من 1999 إلى 2006 ممثلة برشلونة عن حزب كتالونيا الاشتراكي.
ولدت في برشلونة يوم 21 مايو 1945.
في عام 2020 حصلت على جائزة صليب القديس جورج.